# 理查維爾鎮區 (明尼蘇達州基特遜縣)
理查維爾鎮區（英語：Richardville Township）是位於美國明尼蘇達州基特遜縣的一個行政鎮區。

## 歷史
理查維爾鎮區於1895年設立，得名自早期定居者佐治·理查茲（George Richards）。

## 地方資料
理查維爾鎮區的面積為117.17平方千米，當中陸地面積為116.68平方千米，而水域面積為0.49平方千米。根據2020年美國人口普查的數據，當地共有人口107人，而人口密度為每平方千米0.91人。